# Щасливий, хто любив…
«Щасливий, хто любив…» — радянський художній фільм — романтична мелодрама 1986 року, знятий на Кіностудії ім. О. Довженка.

## Сюжет
Лірична розповідь про жінку, яка через багато років пронесла кохання до людини, зустрінутої на дорозі війни, що назавжди їх розлучила.

## У ролях
- Жанна Карпач — головна роль
- Володимир Ющенко — Кравцов
- Богдан Ступка — другорядна роль
- Ольга Анохіна — другорядна роль
- Олександр Ігнатуша — другорядна роль
- Микола Гринько — другорядна роль
- Леонід Бакштаєв — другорядна роль
- Ігор Дмитрієв —  інспектор
- Сергій Яковлєв —  адвокат
- Анатолій Юрченко — другорядна роль
- Георгій Дворніков — другорядна роль
- Олексій Консовський —  букініст
- Людмила Сосюра —  дружина Кравцова
- Тарас Мельник — епізод
- Наталія Плахотнюк — акторка лялькового театру
- Валентина Івашова — епізод

## Знімальна група
- Режисер-постановник:  Анатолій Іванов
- Автор сценарію:  Віктор Говяда
- Оператор-постановник:  Борис М'ясников
- Художники-постановники: Олександр Вдовиченко,  Оксана Тимонішина
- Композитор: Олександр Злотник
- Текст пісень:  Володимир Сосюра
- Звукорежисер:  Богдан Міхневич
- Комбіновані зйомки: оператор — Олександр Пастухов; художник — Володимир Цирлін
- Режисер монтажу: Лариса Улицька